# Pantà d'Elda
L'embassament d'Elda és una obra hidràulica de contenció i emmagatzematge d'aigües per a reg construïda en el llit del riu Vinalopó al seu pas pel terme municipal d'Elda, al Vinalopó Mitjà, cap a 1698, el qual és un dels més antics d'Espanya. A més de l'obra hidràulica, la zona del pantà té una de les comunitats de tamarius (Tamarix gallica) que hui constitueix l'objecte principal de la reserva de protecció ecològica. Les seues funcions com a embassament estan en desús.

## Història
A la fi del segle xvii, la vila d'Elda mantenia diversos litigis judicials amb Saix i amb el comte d'Elda, Juan Andrés Coloma Pérez Calvillo. Amb Saix es disputava des del segle anterior l'aigua de la villenera font del Xop. En 1680 es va plantejar plet davant el corregidor de Chinchilla perquè Saix no deixava passar aigua a la vila inferior, Elda. Aquest plet va ser prolongat pel recurs saixenc davant la Reial Audiència i Cancelleria de Granada. L'aguda escassetat d'aigua en el regadiu eldenc, sobretot quan no circulava regularment durant diversos anys, s'unia a l'augment de les despeses judicials a causa d'altres litigis seguits contra el comte d'Elda.
L'origen de l'obra va ser el resultat d'un acord entre la vila i el comte d'Elda, que es va signar el 24 de gener de 1684, i va tractar de posar fi a aquests llargs i costosos plets. Aquest acord establia que els veïns es comprometien a la construcció del pantà sempre que una part de les seues possessions no hagueren de pagar el delme al senyoriu comtal. Això permetia als habitants alliberar part de les propietats del sistema senyorial, i al titular del comtat garantir-se que, amb terres ben regades, la producció i renda obtinguda de les mateixes, i que romanien subjectes al pagament del delme, seria més alta. L'acord es va fixar després de diversos forcejaments judicials el 24 de gener de 1684.
Al mateix temps, la vila d'Elda mantenia amb el municipi de Saix un conflicte judicial, des de finals del segle xvii, per les aigües que tenia adquirides en el terme de Villena i a les quals aquest anomenat abans no permetia el pas, la qual cosa havia portat a situacions de penúria i pobresa als habitants.

## Característiques de la presa

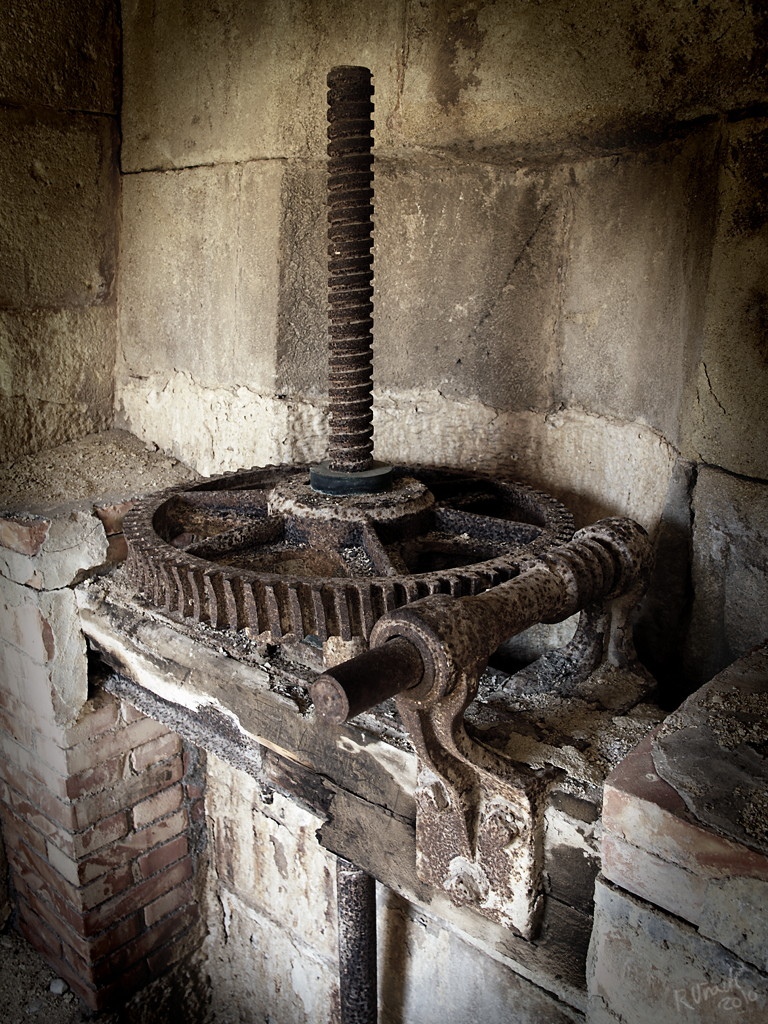
Obertura del sobreeixidor de la presa

La presa tenia, segons diferents fonts, entre 11 i 13 metres d'altura, que aprofitava els escarpes de la muntanya de la Torreta, amb una grossor d'una mica més de 9 metres en la corona, i sense sobreeixidor, la qual cosa fa que es calcule en 700.000 metres cúbics la seva capacitat inicial. De la presa del segle xvii només queden els estreps o caixers soscavats i assentats en les roques laterals. Es van realitzar obres de nou en 1842 per eliminar part de la terra que havia enfangat el seu fons i millorar la seua estructura danyada, en una avinguda d'aigües el 14 d'octubre de 1793. Aquesta obra, amb algunes interrupcions, es va finalitzar en 1890 i va deixar el pantà amb una capacitat de 200.000 metres cúbics. Estava composta per un mur escalonat amb dues torres adossades per a comportes metàl·liques, una lateral per a sortida d'aigua de reg, al marge de l'esquerra, i una altra central per a desguàs profund.

## Localització i ruta del paratge
Es proposa una ruta circular per vore tot l'embassament i gaudir del paratge, la qual apareix a l'enllaç posat baix.

## Situació actual
A hores d'ara no es troba en funcionament i les seues comportes romanen obertes, que deixen escórrer l'aigua lliurement. En 2002 va ser inclòs al catàleg de zones humides valencianes elaborades per la Conselleria de Medi ambient. S'estudia la possibilitat de dur a terme un pla de sanejament que té com a fi declarar el pantà d'Elda paratge natural municipal.